# Sisilia Talagi
Grace Sisilia Tupou Talagi (nascuda el 27 de febrer de 1952) és una diplomàtica de Niue, antiga Alta Comissionada de Niue a Nova Zelanda (2005-2011).
Va obtenir una llicenciatura en ciències químiques i un certificat de dret de la Universitat d'Otago a Nova Zelanda. Durant la dècada de 1980, va ser investigadora de l'Institut de Recerca, Extensió i Formació en Agricultura (IRETA) de la Universitat del Pacífic Sud, Alafua, a Samoa Occidental.
Va exercir com a directora del Departament d'Agricultura, Silvicultura i Pesca de Niue (1988-1994) i va ser cap d'Afers Exteriors (1994-1999) abans de convertir-se en secretària del Govern de Niue (1999-2005). Va ser nomenada per primera vegada Alta Comissionada a Nova Zelanda (amb seu a Wellington, Nova Zelanda) el 2005, i la Comissió de Servei Públic de Niue va confirmar la seva reelecció per a un segon mandat el novembre de 2008. Durant les eleccions de 2008, va competir contra sis candidats més de Nova Zelanda i Niue per al càrrec. Nova Zelanda és l'únic país del món on Niue intercanvia representants diplomàtics. Talagi va ser succeïda com a Alta Comissionada a Nova Zelanda el març de 2011 per l'exministra del gabinet O'Love Jacobsen.
Talagi va ser la primera dona diplomàtica de Niue i la primera dona que va ocupar el càrrec d'Alt Comissionat.